# Кинген ап Каделл

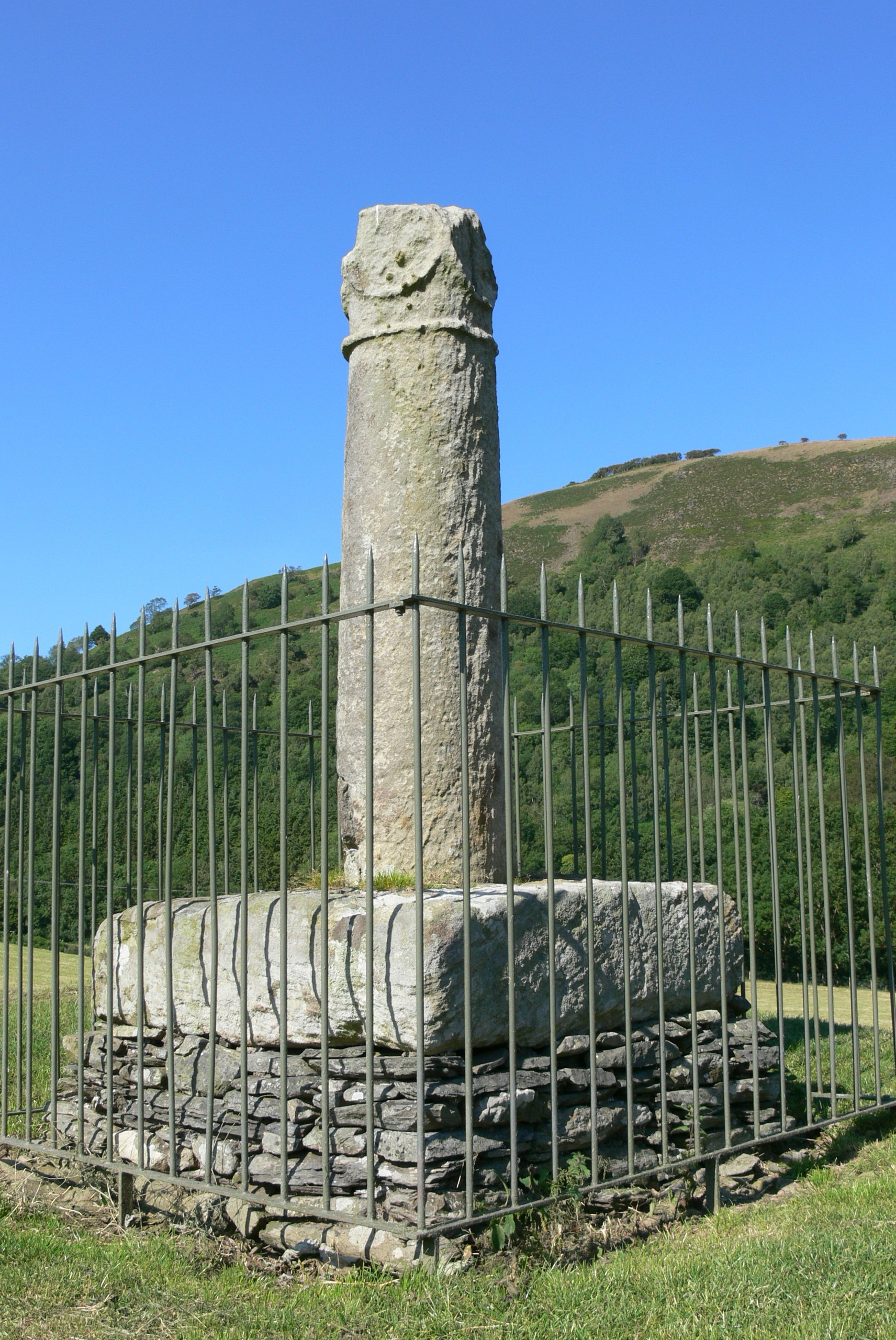
Колонна Элисета

Кинген ап Каделл (умер в 855, Рим) — король Поуиса (808—855).

## Биография
Потомок Брохвайла Искитрога. Наследовал престол в 808 году после смерти своего отца Каделла ап Брохвайла.
Согласно «Анналам Камбрии», в 814 году младший сын Кингена Грифид был вероломно убит своим братом Элиседом. Это произошло по прошествии двух месяцев с начала правления Кингена.
В 816 году Мерсийцы вторглись в Поуис. В 822 году, согласно тем же «Анналам Камбрии», саксы взяли Поуис под свой контроль. Согласно «Гвентианской хронике», в 823 году саксы разорили Поуис: они отобрали у матерей их детей, и воспитали их как саксов, прославляющих обычаи с саксами. В 828 году Поуис был освобождён от оккупации Мерсии, Кингеном. В это время, вероятно, был поставлен памятный столб.
В 830 году Эгберт из Уэссекса вторгся в Поуис и заставил Кингена подчиняться. Затем Эгберт возвратился в свои владения.
В 838 году в битве в Кивейлиоге между валлийцами и Бертуридом Мерсийским погиб Мервин Веснушчатый, правитель Гвинеда и зять Кингена.
В 853 году Бургред Мерсийский захватил Поуис, после чего Кинген отрёкся от престола, а его королевство было аннексировано его племянником Родри Великим из Гвинеда.
После своего длительного правления, согласно «Анналам Камбрии», Кинген ап Каделл совершил паломничество в Рим и там же умер в 855 году. Он первый из валлийских правителей, который посетил Рим после того, как валлийская церковь стала праздновать Пасху отдельно.
Король Кинген поставил памятный столп в честь своего прадеда Элисета ап Гуилога.
Кинген ап Каделл оказался последним из династии Гвенторионов, которая основала Поуис.